# 크램펀

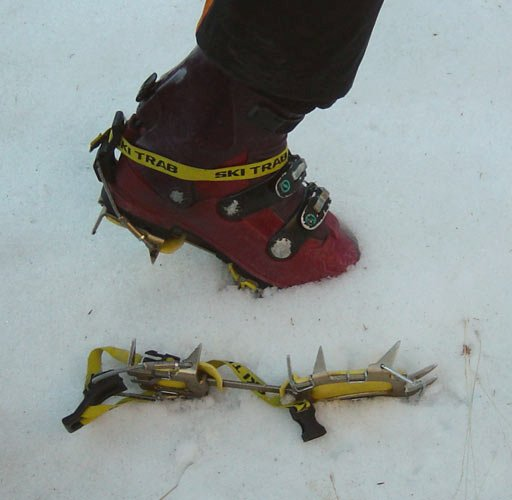

슈타이크아이젠(독일어: steigeisen)에서 유래한 아이젠(일본어: アイゼン)은 빙벽 등반을 할 때 눈이나 얼음에 찔러넣어 이동성을 높이는 장비이다. 크램펀(영어: crampon)은 한국어에서 매우 드물게 쓴다.
스텝인, 하이브리드, 스트랩 바인딩의 세 가지 주요 부착 시스템이 있다. 처음 두 개는 캠액션 레버가 크램폰을 발뒤꿈치에 부착하기 때문에 웰트가 있는 부츠 또는 전용 전면 및 후면 러그가 있는 특수 등산용 부츠가 필요하다. 마지막 유형(스트랩 바인딩)은 더 다양하며 거의 모든 부츠나 신발에 적용할 수 있지만 다른 두 유형만큼 정확하게 맞지 않는 경우가 많다.
오스카 에켄슈타인(Oscar Eckenstein)은 1908년 최초의 10포인트 크램폰을 디자인하여 스텝 커팅의 필요성을 극적으로 줄였다. 이 디자인은 이탈리아의 헨리 그리벨(Henry Grivel)에 의해 상업적으로 이용 가능해졌다.